# Lausi
Lausi, também conhecida como Lauisi, é uma aldeia e suco situada no posto administrativo de Aileu, no município homónimo, em Timor-Leste. A área administrativa cobre uma área de 5,24 quilómetros quadrados e no momento do censo de 2015, tinha uma população de 1 420 habitantes.

## Aldeias
- Erbuti
- Lausi
- Lequitura
- Rairema
- Riafusun[1]